# Cercartetus lepidus
Cercartetus lepidus là một loài động vật có vú trong họ Burramyidae, bộ Hai răng cửa. Loài này được Thomas mô tả năm 1888.